# Rovman Powell
Rovman Powell (* 23. Juli 1993 in Kingston, Jamaika) ist ein jamaikanischer Cricketspieler, der seit 2016 für das West Indies Cricket Team spielt.

## Kindheit und Ausbildung
Powell stammte aus einfachen Verhältnissen und wurde durch seinen Sportlehrer zum Cricket gebracht.

## Aktive Karriere
Powell spielte in der Saison 2014/15 und 2015/16 für Combined Campuses in der Nagico Super50. Ab der Saison 2016 spielte er dann auch für die Jamaica Tallawahs in der Caribbean Premier League. Dort konnte er die Selektoren der Nationalmannschaft auf sich aufmerksam machen. So gab er sein ODI-Debüt für die West Indies bei einem Drei-Nationen-Turnier in Simbabwe gegen Sri Lanka im November 2016. Im März 2017 folgte sein Twenty20-Debüt gegen Pakistan. Bei der Tour in Neuseeland im Dezember 2017 erreichte er sein erstes internationales Fifty über 59 Runs im ersten ODI. Im Rahmen des ICC Cricket World Cup Qualifier 2018 im März gelang ihm dann gegen Irland ein Century über 101 Runs aus 100 Bällen, wofür er als Spieler des Spiels ausgezeichnet wurde. Damit sorgte er für den sicheren Einzug in die Super-Six-Runde, die den West Indies die Qualifikation für die Weltmeisterschaft sicherte. In der Saison 2018 folgte ein weiteres Fifty (74* Runs) in der ODI-Serie gegen Bangladesch. In Bangladesch konnte er dann bei der Twenty20-Serie im Dezember 2018 50 Runs erreichen. Auch führte er bei der Tour erstmals das ODI-Team als Kapitän an. Jedoch wurde er daraufhin aus dem Kader gestrichen und verpasste so den Cricket World Cup 2019.
Im August 2019 kam er dann gegen Indien wieder zurück ins Twenty20-Team und erzielte dabei ein Fifty über 54 Runs. Es sollte jedoch bis Januar 2021 dauern, bis er wieder Teil des ODI-Teams wurde, jedoch konnte er auch dann seinen Platz dort nicht sichern. Nachdem er nicht für den ICC Men’s T20 World Cup 2021 nominiert wurde, erzielte er im Januar 2022 ein Century über 107 Runs aus 53 Bällen in den Twenty20s gegen England. Im Februar folgte ein Fifty (68* Runs) in Indien und im Juli ein weiteres (61 Runs) gegen Bangladesch. Für den ICC Men’s T20 World Cup 2022 schaffte er es dann in den kader und konnte dort als beste Leistung 28 Runs gegen Simbabwe erzielen. Nachdem die West Indies bei dem Turnier enttäuschten, folgte er Nicholas Pooran als Kapitän des west-indischen Twenty20-Teams nach. Im Dezember 2023 erreichte er in der Twenty20-Serie gegen England ein Fifty (50 Runs), ebenso wie in Australien (63 Runs) im Februar 2024. Er wurde dann als Kapitän für den ICC Men’s T20 World Cup 2024 nominiert.